# 큰은대구
큰은대구(Erilepis zonifer)는 농어목 은대구과에 속하는 물고기이다. 몸길이는 1.8m에 몸무게가 91kg인 대형어류에 속한다.

## 특징과 먹이
큰은대구는 이름에 대구가 들어가지만 일반적인 대구와는 전혀 다른 어종으로서 대구목이 아닌 농어목에 속한다. 몸은 강하며 눈은 위턱에서 뒤끝에 위치하는 물고기이다. 등지느러미는 가슴지느러미보다 뒤쪽에서 시작되며 가슴지느러미의 뒤끝은 등지느러미의 극조부를 초과하지 못한다. 몸의 색깔은 옆쪽은 암갈색을 띄며 배부분은 희다. 또한 몸마다 하얀 줄무늬의 반점이 있는 것도 큰은대구의 특징이다. 또한 측선아래에는 꼬리지느러미 뒤쪽까지 백색의 세로띠가 5개가 나있으며 등지느러미는 암갈색을 띄며 그외의 지느러미는 암갈색과 흰색이 같이 섞여 있다. 먹이로는 장어, 대구, 명태, 청어, 멸치, 정어리, 율라칸, 열빙어, 고등어, 숭어와 같은 어류들과 오징어, 문어와 같은 두족류, 새우와 게와 같은 갑각류와 해파리를 잡아먹는 육식성의 물고기로 바다에서 상위 포식자에 속하는 어류이다.

## 서식지와 어획
큰은대구는 주로 태평양에 서식하며 일본과 미국의 서부가 큰은대구의 주요한 서식지이다. 수심 40~440m에 서식하는 심해어가 되며 주로 낮에는 심해에 있다가 밤에 표해수대로 올라와서 먹이사냥을 한다. 큰은대구는 식용으로 이용되기도 하는데 일본과 미국에선 큰은대구를 잡아 다양한 요리를 해먹는다.

## 같이 보기
- 농어목
- 은대구과